# Hilma (film)

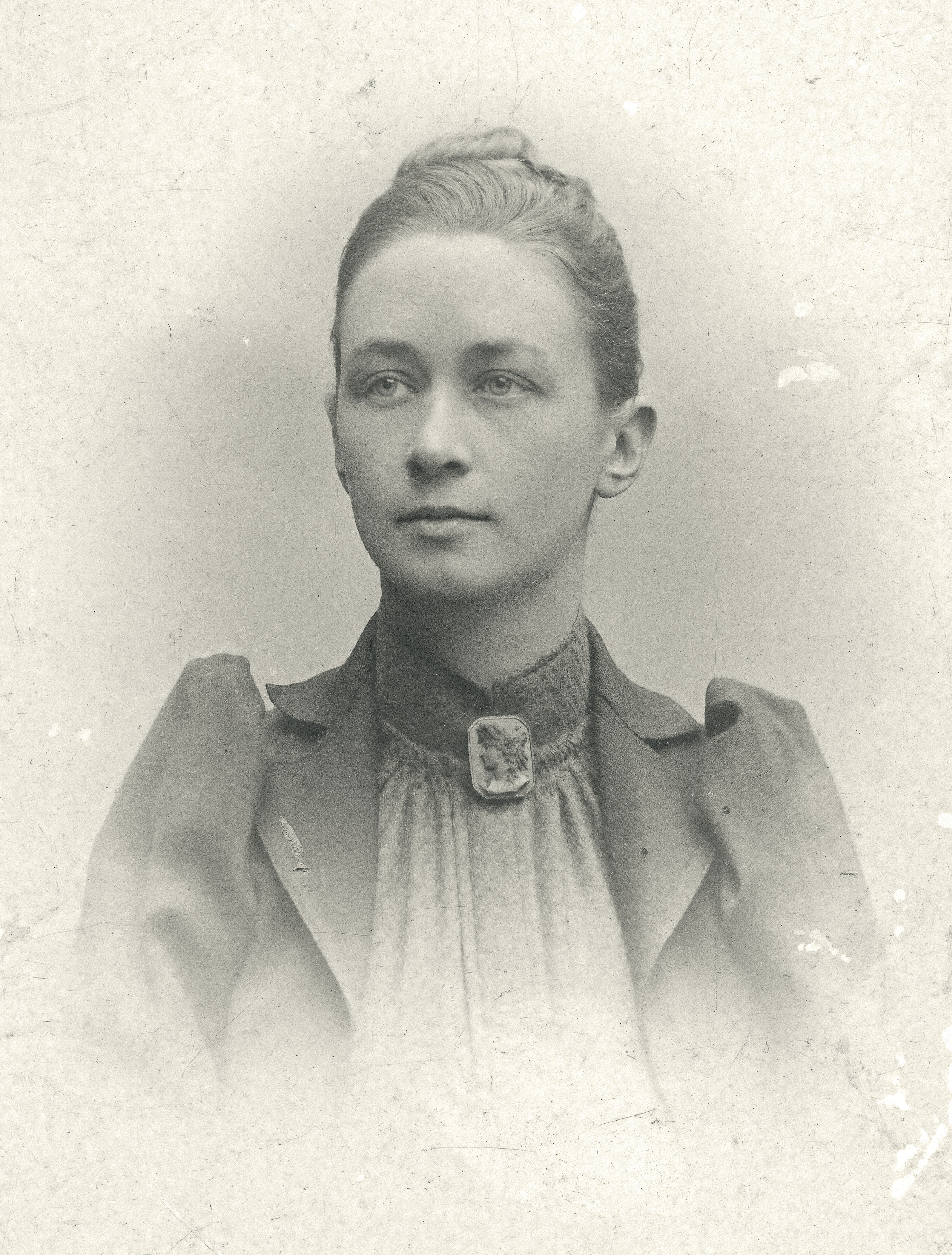
Hilma af Klint.

Hilma är en svensk engelskspråkig dramafilm om konstnären och teosofen Hilma af Klint från 2022 som regisserades av Lasse Hallström.
Filmen hade premiär den 19 oktober 2022. Hilma i ung ålder gestaltas av regissörens dotter, Tora Hallström, och i vuxen ålder gestaltas hon av hans maka, Lena Olin.

## Rollista (i urval)
- Tora Hallström – Hilma i ung ålder
- Lena Olin – Hilma
- Lily Cole – Mathilda
- Maeve Dermody – Sigrid
- Tom Wlaschiha – Rudolf Steiner
- Karolis Kasperavicius – Johan af Klint
- Emmi Tjernström – Hermina af Klint